# Chalermsak Kaewsooktae
Chalermsak Kaewsooktae (thailändisch เฉลิมศักดิ์ แก้วสุขแท้, * 9. Mai 1989 in Ratchaburi) ist ein thailändischer Fußballspieler.

## Karriere

### Verein
Seinen ersten Vertrag unterschrieb Chalermsak Kaewsooktae 2006 in Nakhon Pathom bei Nakhon Pathom United FC. Bis Mitte 2009 spielte er in der Ersten Liga, der Thai Premier League. Im Juli 2009 nahm ihn Ligakonkurrent BEC Tero Sasana FC aus Bangkok unter Vertrag. Die Rückserie 2010 wurde er an den Zweitligisten Chula United ausgeliehen. 2011 verließ er BEC und schloss sich dem Zweitligisten Chainat Hornbill FC aus Chainat an. Mit dem Verein wurde er 2011 Vizemeister der Thai Premier League Division 1 und stieg somit in die Erste Liga auf. Im Juli 2012 wechselte er für sechs Monate nach Buriram zu Buriram United. Hier gewann der den Thai FA Cup und den Thai League Cup. Anfang 2013 ging er nach Rayong und unterschrieb einen Vertrag beim Zweitligisten PTT Rayong FC. Nachdem der Club am Ende der Saison den dritten Tabellenplatz belegt hatte, stieg er wieder in die Erste Liga auf. Die Rückserie 2014 wurde er an seinen ehemaligen Club Nakhon Pathom United FC ausgeliehen. Die Saison 2015 spielte er in Ubon Ratchathani beim Drittligisten Ubon UMT United. Der Verein schloss die Saison mit der Vizemeisterschaft ab und stieg somit in die Zweite Liga auf. 2016 unterschrieb er einen Einjahresvertrag beim Zweitligisten Samut Songkhram FC in Samut Songkhram. 2017 wechselte er zum Ligakonkurrenten Trat FC nach Trat. Die Rückserie 2018 spielte er kurzfristig in Samut Sakhon beim Samut Sakhon FC, einem Verein, der ebenfalls in der Zweiten Liga spielte. Anfang 2019 wechselte er wieder zu seinem ehemaligen Verein Trat FC. Hier stand er bis Mitte 2020 unter Vertrag. Für Trat absolvierte er 19 Erstligaspiele. Im Juli 2020 unterschrieb er einen Vertrag beim Zweitligisten Uthai Thani FC. Mit dem Verein aus Uthai Thani spielte er viermal in der zweiten Liga. Ende 2020 wurde sein Vertrag nicht verlängert. 2022 verpflichtete ihn der in der Thai League 3dritten Liga spielende Pluakdaeng United FC. Mit dem Verein aus Rayong spielte er sechsmal in der Eastern Region der Liga. Zu Beginn der Saison 2023/24 wechselte er im August 2023 zum Zweitligisten Customs United FC. Nach sechs Zweitligaspielen wurde sein Vertrag nach der Hinrunde aufgelöst.

## Erfolge
Chainat Hornbill FC
- Thailändischer Zweitligavizemeister: 2011  ▲

PTT Rayong FC
- Thai Premier League Division 1: 2013 – 3. Platz  ▲

Ubon UMT United
- Regional League Division 2 – North/East: 2015 – 2. Platz  ▲

Buriram United
- Thailändischer Pokalsieger: 2012
- Thailändischer Ligapokalsieger: 2012